# Marie Ellenrieder
Marie Ellenrieder, Maria ou Anna Maria, née le 20 mars 1791 à Constance en archiduché d'Autriche et morte le 5 juin 1863 dans la même ville, est une artiste peintre, graveuse et dessinatrice badoise.

## Biographie

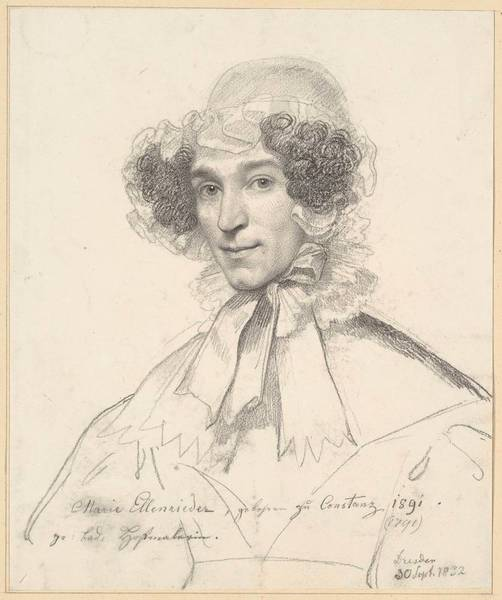
Marie Ellenrieder (1832) par Carl Christian Vogel von Vogelstein

Marie Ellenrieder naît le 20 mars 1791 à Constance. Elle est la fille de Konrad et d'Anna Maria Herrmann, et la petite-fille de Franz Ludwig Herrmann. Elle est considérée comme la femme artiste allemande la plus importante de son époque.
En 1813, elle s'inscrit à l'Académie des Beaux-Arts de Munich, devenant ainsi la première femme admise dans une académie d'art en Allemagne. Elle ouvre ainsi la voie à de nombreuses autres femmes qui suivent une formation professionnelle d'artiste à l'Académie de Munich. Elle y étudie auprès du peintre de miniatures Joseph Einsle. Ses premiers portraits sont similaires à ceux d'Angelica Kauffman et présentent un naturalisme plus détendu que celui qui est habituel dans les portraits allemands de l'époque.
Entre 1822 et 1824, lors d'un voyage d'étude à Rome, Marie Ellenrieder rencontre les Nazaréens et devient disciple de Johann Friedrich Overbeck. L'objectif des Nazaréens est de mener un renouveau de l'art religieux dans l'esprit du maître de la Renaissance italienne Raphaël, un idéal qu'elle adopte. Après ce voyage, et encore influencée par son ami et mécène le baron von Wessenberg, elle commence à peindre des images religieuses dans le style de la Renaissance italienne, notamment le Martyre de Saint-Étienne pour l'église Saint-Étienne de Karlsruhe en 1828,. En 1829, elle est nommée peintre de cour de la grande-duchesse Sophie de Bade,.
Marie Ellenrieder retourne dans sa ville natale dans les années 1840 et continue à produire des images religieuses. Ses deux tableaux Der 12 jährige Jesus im Tempel de 1849 (huile sur toile, 203,2 × 139,7 cm) et Hl Felicitas und ihre sieben Söhne de 1847 (huile sur toile, 127 × 177,8 cm) ont été acquis par la reine Victoria, qui avait été initiée à son travail par le prince consort, qui avait à son tour rencontré l'artiste lors de ses voyages à Rome. Ils font désormais partie de la collection royale d'Osborne House.
D'après le site SIKART, elle est également aquafortiste.
Sourde à la fin de sa vie, Marie Ellenrieder meurt le 5 juin 1863 dans sa ville natale.

## Récompense
Elle reçoit une médaille d'or à Karlsruhe en 1827.

## Œuvres
Le musée de Constance conserve de cette artiste : Madone entre deux anges, Tête de Christ, Jeune garçon priant, Fillette devant un livre de prière, Enlèvement de Lydie, Deux anges, Portrait de Freiherr von Wessenberg, La Vierge, l'Enfant Jésus et St Nicolas.
On peut citer comme autres œuvres l'Enfant surpris par un orage et priant agenouillé, Joseph et l'Enfant Jésus, Marie et l'Enfant Jésus, Sainte Cécile, la Foi, l'Amour et la Charité. 
La plus grande collection d'œuvres de Marie Ellenrieder aux États-Unis est détenue par la Jack Daulton Collection à Los Altos Hills, en Californie.

## Galerie

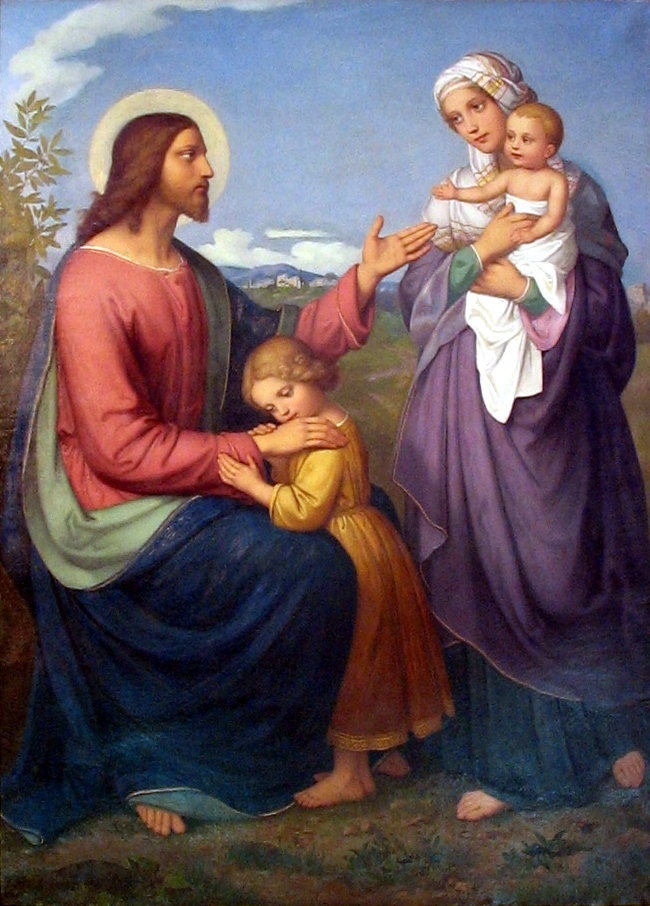
Le Christ bénissant les petits enfants.
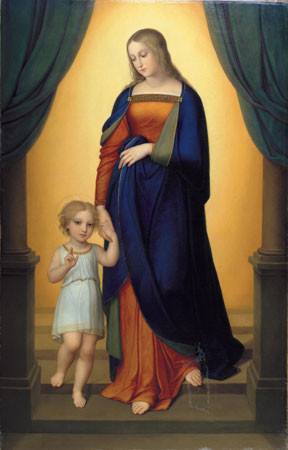
Marie et l'Enfant Jésus.
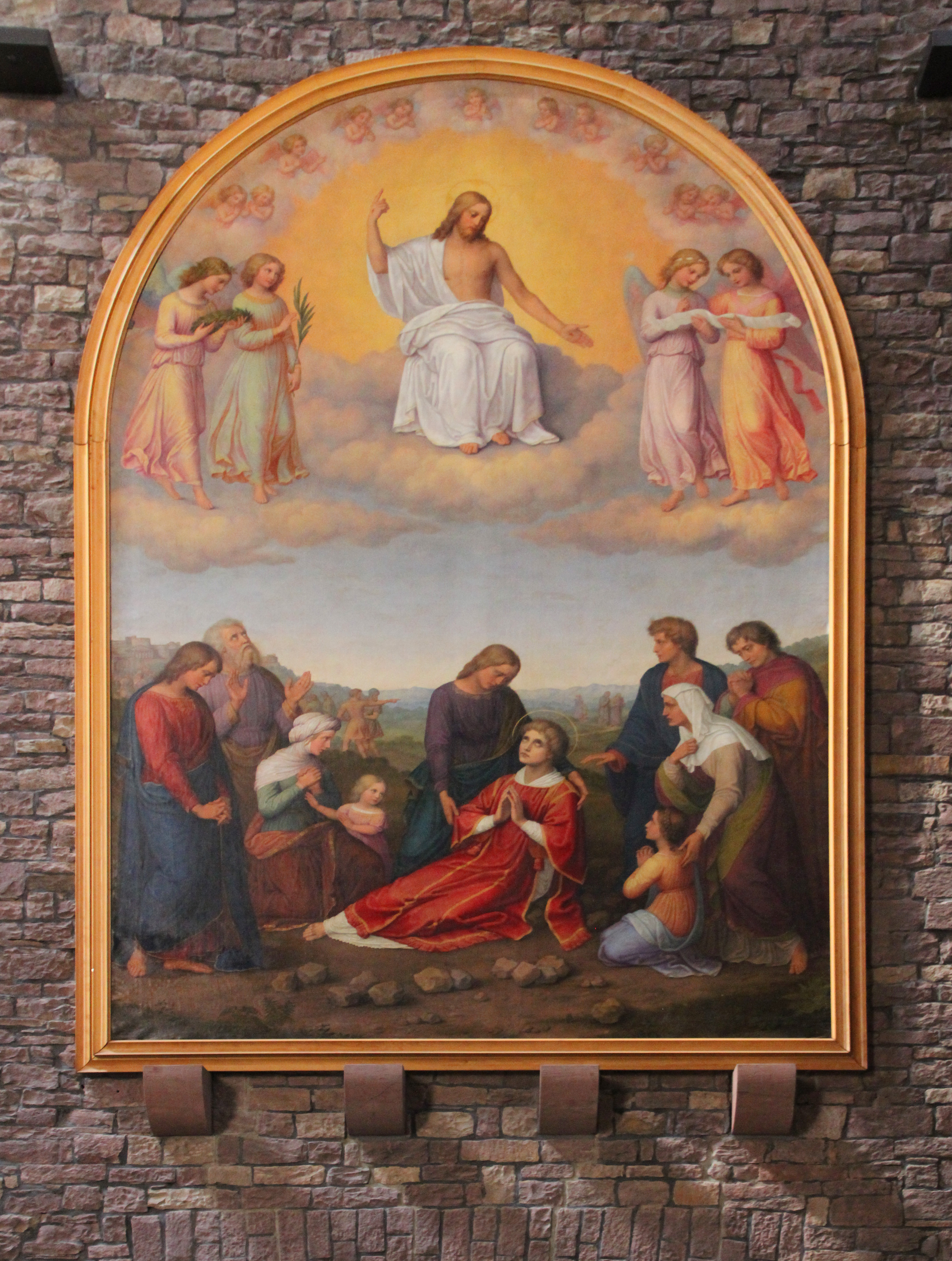
La Mort de saint Étienne à l'église Saint-Étienne de Karlsruhe.